# Ловушка (фильм, 1993)
«Лову́шка» (англ. Frameup) — фильм режиссёра Джона Джоста. Снят в США в 1993 году в жанре роуд-муви и криминального фильма с элементами чёрного юмора.

## Сюжет
Бывший заключённый Рики знакомится с официанткой Бет — одинокой наркоманкой, сохранившей романтические иллюзии. Девушка влюбляется в молодого человека, того же интересует только секс. Бет мечтает о далёкой Калифорнии, Рик — о лёгких деньгах. Он крадёт автомобиль, и пара бесцельно колесит по дорогам северо-запада США. Их диалоги пусты и скучны. Иногда они останавливаются в мотелях, где «быстро, как кролики», по выражению Бет, занимаются сексом. Иногда Рики грабит магазины, упиваясь насилием и страхом окружающих. После одного из ограблений, где он совершает тройное убийство, полиция арестовывает криминальный дуэт. Их приговаривают к смертной казни путём введения смертельной инъекции. Следует сцена исполнения приговора, которую бесстрастно и детально комментирует голос за кадром.

## В ролях
- Ховард Суэйн — Рики Ли Грубер
- Нэнси Карлин — Бет-Энн Болет
- Ричард Рейнольдс — менеджер отеля

## Производство
Фильм был снят за 8 дней в штатах Айдахо, Вашингтон, Орегон, Калифорния. Режиссёр использует разнообразные авангардные визуальные приёмы и методы повествования: неожиданный монтаж, коллажирование, разделение экрана для параллельного отображения событий, издевательски длительные монологи. Премьера фильма состоялась в 1993 году на национальном американском кинофестивале независимого кино Сандэнс. В прокат была допущена только в 1994 году в Венгрии и непродолжительно в 1995 году в США.

## Награды
Номинация на специальный приз жюри на кинофестивале Сандэнс.

## Критика
Еженедельник TV Guide оценил фильм на три звезды из четырёх, подчеркнув «превосходный, чрезвычайно педантичный подход к жанру американских фильмов о дорожных приключениях». «Джост использует очень точные методы для выражения отчаяния, одиночества и духовной порочности персонажей и подразумевает наличие такого же отчаяния, безыскусности и отчуждённости во всей американской культуре», — заметил штатный обозреватель журнала.
Кинокритик Роджер Эберт в обзоре в Chicago Sun-Times также дал фильму три звезды из четырёх. Эберт выразил надежду, что если кино может на кого-то повлиять, то этот фильм даст понять потенциальным бесцельно скитающимся юным убийцам, насколько банален и скучен этот образ жизни. Сравнивая «Ловушку» с такими фильмами жанра, как «Пустоши», «Без ума от оружия» или «Прирождённые убийцы», Эберт обращает внимание на то, что фильм Джона Джоста лишён энергичности: «Вместо романтизации молодых убийц на дороге, Джост показывает их скучными пустоголовыми болванами <…> В видении Джоста, они крадут и убивают, потому что они просто слишком тупы, чтобы обеспечивать себя по-другому». По мнению критика, фильм не слишком увлекательный, но он вполне может понравиться искушённому зрителю, который понимает разницу между скучным фильмом и фильмом о скучных людях.
По мнению обозревателя сайта AllRovi Тома Вика, в отличие более серьёзных, политически ангажированных фильмов, составивших Джосту репутацию, «Ловушка» не предлагает практически ничего в плане социального комментария, что оттолкнуло многих его поклонников, которые сочли фильм безвкусной самодовольной шуткой. Лишь через год, замечает критик, Оливер Стоун выпустил фильм „Прирождённые убийцы“, вдохновив новую волну подделок под Бонни и Клайда, которых «Ловушка» уже так хорошо спародировала.
Анализируя творчество Джона Джоста в интернет-журнале Cineticle, Олександр Телюк называет деньги «прямым или косвенным мотором сюжетов доброй половины его фильмов». В частности, Телюк приводит цитату из «Ловушки», выражающую гражданское кредо Джоста: «Деньги — это первый и последний обман… Деньги — это дорога в ад и надежный способ тем, у кого они есть, считать себя лучше тех, у кого их нет… Это горы лжи, запакованные в национальные флаги, которые заставляют бедных мальчиков идти на смерть, чтобы те, у кого они есть, могли сидеть дома, потягивая изысканную бурду… Деньги — это первый шаг на долгой дороге, ведущей в никуда».